# Campeonato Ecuatoriano de Fútbol 2006
El Campeonato Ecuatoriano de Fútbol 2006, conocido oficialmente como «Campeonato Nacional de Fútbol 2006», también llamado comercialmente como «Copa Pilsener 2006», fue la 48.ª edición del Campeonato nacional de fútbol profesional en Ecuador. La competencia se celebró entre el 28 de enero de 2006 y el 17 de diciembre de 2006. La Serie A fue disputada por diez clubes de fútbol.
Club Deportivo El Nacional se coronó campeón por décima tercera vez en su historia y se coronó el primer y único bicampeonato del club militar. Con este título, El Nacional tendría el honor de ser el equipo con más palmares en el campeonato, junto con Barcelona hasta el año 2012.
En este torneo descendieron Espoli en la primera etapa y Aucas en la segunda etapa, mientras que los equipos que ascendieron en este torneo fueron el Dep.Azogues en la Primera Etapa y el Imbabura S.C. en la Segunda Etapa.

## Sistema de juego
En 2006 volvió la tendencia tradicional del fútbol ecuatoriano de disputar un torneo por año; 10 equipos formaron la serie de privilegio y jugaron partidos de ida y vuelta, todos contra todos. Completados los 18 juegos por equipo, el que terminó último descendió a la Serie B. En tanto, los 3 mejor ubicados clasificaron a la liguilla final con bonificaciones de 3, 2 y 1 puntos; tanto en la primera etapa como en la segunda etapa. Cuando se dio el caso de equipos que clasificaran en las 2; se completó la liguilla con los mejor ubicados en la tabla acumulada. en el caso de los descensos bajaran los equipos que hayan terminado en el último lugar al finalizar la primera etapa en el primer semestre y al final de la segunda etapa en el segundo semestre, mientras que las clasificaciones para torneos internacionales, los equipos que terminen en primer lugar de la primera etapa como de la segunda etapa se clasificaran a la Copa Sudamericana 2006 y Copa Sudamericana 2007 respectivamente. El ganador de la liguilla fue campeón, el segundo y tercer puesto clasificaron a la Copa Libertadores 2007.

## Primera etapa

### Relevo anual de clubes
| Pos | Ascendido a la Serie A         |
| --- | ------------------------------ |
| 1.º | Macará (Campeón de la Serie B) |

| Pos  | Descendido a la Serie B                                |
| ---- | ------------------------------------------------------ |
| 10.º | Liga de Loja (Último puesto de la Tabla de Posiciones) |

### Datos de los clubes
Tomaron parte en las competición 10 equipos, entre ellos se destaca el retorno del histórico Club Social y Deportivo Macará, tras 2 años ausente de la categoría.
| Equipo           | Ciudad    | Provincia  | Estadio                    |
| ---------------- | --------- | ---------- | -------------------------- |
| Aucas            | Quito     | Pichincha  | Chillogallo                |
| Barcelona        | Guayaquil | Guayas     | Monumental                 |
| Deportivo Cuenca | Cuenca    | Azuay      | Alejandro Serrano Aguilar  |
| Deportivo Quito  | Quito     | Pichincha  | Olímpico Atahualpa         |
| El Nacional      | Quito     | Pichincha  | Olímpico Atahualpa         |
| Emelec           | Guayaquil | Guayas     | George Capwell             |
| Espoli           | Cayambe   | Pichincha  | Guillermo Albornoz         |
| Liga de Quito    | Quito     | Pichincha  | Casa Blanca                |
| Macará           | Ambato    | Tungurahua | Bellavista                 |
| Olmedo           | Riobamba  | Chimborazo | Olímpico Fernando Guerrero |

## Equipos por ubicación geográfica
| Provincia                                                    | N.° | Equipos                                                    |
| ------------------------------------------------------------ | --- | ---------------------------------------------------------- |
| Pichincha                                                    | 5   | - Aucas - El Nacional - Espoli - Liga de Quito - Dep.Quito |
| Guayas                                                       | 2   | - Barcelona - Emelec                                       |
| Tungurahua                                                   | 1   | - Macará                                                   |
| [[Archivo:\|20px\|border\|Bandera de Chimborazo]] Chimborazo | 1   | - Olmedo                                                   |
| Azuay                                                        | 1   | - Dep.Cuenca                                               |

| Barcelona Emelec Deportivo Cuenca Espoli Deportivo Quito Aucas El Nacional Liga de Quito Olmedo Macará |

### Partidos y resultados
| Fecha 1      | Fecha 1   | Fecha 1          |
| Equipo Local | Resultado | Equipo Visitante |
| ------------ | --------- | ---------------- |
| Emelec       | 0-2       | El Nacional      |
| Espoli       | 3-1       | Dep.Cuenca       |
| Macará       | 0-1       | Olmedo           |
| Aucas        | 1-0       | Barcelona        |
| LDU(Q)       | 3-2       | Dep.Quito        |

| Fecha 2      | Fecha 2   | Fecha 2          |
| Equipo Local | Resultado | Equipo Visitante |
| ------------ | --------- | ---------------- |
| Barcelona    | 1-2       | Macará           |
| Dep.Cuenca   | 2-0       | Emelec           |
| Olmedo       | 1-0       | LDU(Q)           |
| Dep.Quito    | 0-3       | Espoli           |
| El Nacional  | 4-0       | Aucas            |

| Fecha 3      | Fecha 3   | Fecha 3          |
| Equipo Local | Resultado | Equipo Visitante |
| ------------ | --------- | ---------------- |
| Emelec       | 4-1       | Espoli           |
| Macará       | 0-0       | Dep.Quito        |
| Olmedo       | 1-0       | Barcelona        |
| Aucas        | 2-1       | Dep.Cuenca       |
| LDU(Q)       | 3-2       | El Nacional      |

| Fecha 4      | Fecha 4   | Fecha 4          |
| Equipo Local | Resultado | Equipo Visitante |
| ------------ | --------- | ---------------- |
| Barcelona    | 0-3       | Emelec           |
| Dep.Cuenca   | 1-3       | LDU(Q)           |
| Espoli       | 3-4       | Aucas            |
| Dep.Quito    | 2-1       | Olmedo           |
| El Nacional  | 2-0       | Macará           |

| Fecha 5      | Fecha 5   | Fecha 5          |
| Equipo Local | Resultado | Equipo Visitante |
| ------------ | --------- | ---------------- |
| Barcelona    | 3-2       | Dep.Quito        |
| Macará       | 1-0       | Dep.Cuenca       |
| Olmedo       | 1-3       | El Nacional      |
| Aucas        | 0-0       | Emelec           |
| LDU(Q)       | 3-2       | Espoli           |

| Fecha 6      | Fecha 6   | Fecha 6          |
| Equipo Local | Resultado | Equipo Visitante |
| ------------ | --------- | ---------------- |
| Emelec       | 1-1       | LDU(Q)           |
| Dep.Cuenca   | 0-1       | Olmedo           |
| Espoli       | 1-1       | Macará           |
| Aucas        | 1-2       | Dep.Quito        |
| El Nacional  | 2-0       | Barcelona        |

| Fecha 7      | Fecha 7   | Fecha 7          |
| Equipo Local | Resultado | Equipo Visitante |
| ------------ | --------- | ---------------- |
| Barcelona    | 1-0       | Dep.Cuenca       |
| Macará       | 3-2       | Emelec           |
| Olmedo       | 1-1       | Espoli           |
| LDU(Q)       | 4-2       | Aucas            |
| Dep.Quito    | 1-1       | El Nacional      |

| Fecha 8      | Fecha 8   | Fecha 8          |
| Equipo Local | Resultado | Equipo Visitante |
| ------------ | --------- | ---------------- |
| Emelec       | 2-1       | Olmedo           |
| Dep.Cuenca   | 1-2       | Dep.Quito        |
| Espoli       | 1-1       | El Nacional      |
| Aucas        | 0-0       | Macará           |
| LDU(Q)       | 2-1       | Barcelona        |

| Fecha 9      | Fecha 9   | Fecha 9          |
| Equipo Local | Resultado | Equipo Visitante |
| ------------ | --------- | ---------------- |
| El Nacional  | 4-1       | Dep. Cuenca      |
| Olmedo       | 3-1       | Aucas            |
| Macará       | 1-0       | LDU(Q)           |
| Dep. Quito   | 2-1       | Emelec           |
| Barcelona    | 1-0       | Espoli           |

| Fecha 10     | Fecha 10  | Fecha 10         |
| Equipo Local | Resultado | Equipo Visitante |
| ------------ | --------- | ---------------- |
| LDU(Q)       | 3-2       | Macará           |
| Aucas        | 3-3       | Olmedo           |
| Espoli       | 2-3       | Barcelona        |
| Dep. Cuenca  | 2-0       | El Nacional      |
| Emelec       | 0-0       | D. Quito         |

| Fecha 11     | Fecha 11  | Fecha 11         |
| Equipo Local | Resultado | Equipo Visitante |
| ------------ | --------- | ---------------- |
| Dep. Quito   | 1-0       | Dep. Cuenca      |
| Macará       | 1-2       | Aucas            |
| Olmedo       | 2-0       | Emelec           |
| El Nacional  | 5-2       | Espoli           |
| Barcelona    | 1-0       | LDU(Q)           |

| Fecha 12     | Fecha 12  | Fecha 12         |
| Equipo Local | Resultado | Equipo Visitante |
| ------------ | --------- | ---------------- |
| Espoli       | 3-0       | Olmedo           |
| El Nacional  | 0-3       | Dep. Quito       |
| Aucas        | 0-2       | LDU(Q)           |
| Dep. Cuenca  | 1-0       | Barcelona        |
| Emelec       | 6-0       | Macará           |

| Fecha 13     | Fecha 13  | Fecha 13         |
| Equipo Local | Resultado | Equipo Visitante |
| ------------ | --------- | ---------------- |
| Dep. Quito   | 1-2       | Aucas            |
| Olmedo       | 1-0       | Dep. Cuenca      |
| Macará       | 1-4       | Espoli           |
| LDU(Q)       | 3-1       | Emelec           |
| Barcelona    | 6-0       | El Nacional      |

| Fecha 14     | Fecha 14  | Fecha 14         |
| Equipo Local | Resultado | Equipo Visitante |
| ------------ | --------- | ---------------- |
| Dep. Cuenca  | 2-1       | Macará           |
| Espoli       | 2-2       | LDU(Q)           |
| Dep. Quito   | 2-1       | Barcelona        |
| El Nacional  | 2-0       | Olmedo           |
| Emelec       | 1-0       | Aucas            |

| Fecha 15     | Fecha 15  | Fecha 15         |
| Equipo Local | Resultado | Equipo Visitante |
| ------------ | --------- | ---------------- |
| LDU(Q)       | 1-2       | Dep. Cuenca      |
| Olmedo       | 1-0       | Dep. Quito       |
| Aucas        | 2-2       | Espoli           |
| Macará       | 0-2       | El Nacional      |
| Emelec       | 3-2       | Barcelona        |

| Fecha 16     | Fecha 16  | Fecha 16         |
| Equipo Local | Resultado | Equipo Visitante |
| ------------ | --------- | ---------------- |
| Dep. Cuenca  | 3-2       | Aucas            |
| El Nacional  | 2-2       | LDU(Q)           |
| Dep Quito    | 0-2       | Macará           |
| Espoli       | 0-1       | Emelec           |
| Barcelona    | 1-0       | Olmedo           |

| Fecha 17     | Fecha 17  | Fecha 17         |
| Equipo Local | Resultado | Equipo Visitante |
| ------------ | --------- | ---------------- |
| LDU(Q)       | 3-0       | Olmedo           |
| Aucas        | 2-1       | El Nacional      |
| Espoli       | 1-1       | Dep. Quito       |
| Emelec       | 3-0       | Dep. Cuenca      |
| Macará       | 2-1       | Barcelona        |

| Fecha 18     | Fecha 18  | Fecha 18         |
| Equipo Local | Resultado | Equipo Visitante |
| ------------ | --------- | ---------------- |
| Olmedo       | 1-0       | Macará           |
| Dep. Quito   | 1-2       | LDU(Q)           |
| Dep. Cuenca  | 1-0       | Espoli           |
| El Nacional  | 2-2       | Emelec           |
| Barcelona    | 4-1       | Aucas            |

### Tabla de posiciones
- Tabla de posiciones hasta el 14 de mayo de 2006.

| Pos | Equipo           | Pts | PJ | PG | PE | PP | GF | GC | Dif | PB |
| --- | ---------------- | --- | -- | -- | -- | -- | -- | -- | --- | -- |
| 1º  | Liga de Quito    | 36  | 18 | 11 | 3  | 4  | 37 | 24 | +13 | 3  |
| 2º  | El Nacional      | 31  | 18 | 9  | 4  | 5  | 35 | 26 | +9  | 2  |
| 3º  | Olmedo           | 29  | 18 | 9  | 2  | 7  | 19 | 21 | -2  | 1  |
| 4º  | Emelec           | 28  | 18 | 8  | 4  | 6  | 30 | 21 | +9  |    |
| 5º  | Deportivo Quito  | 25  | 18 | 7  | 4  | 7  | 22 | 23 | -1  |    |
| 6º  | Barcelona        | 24  | 18 | 8  | 0  | 10 | 26 | 24 | +2  |    |
| 7º  | Aucas            | 22  | 18 | 6  | 4  | 8  | 25 | 35 | -10 |    |
| 8º  | Deportivo Cuenca | 21  | 18 | 7  | 0  | 11 | 18 | 26 | -8  |    |
| 9º  | Macará           | 21  | 18 | 6  | 3  | 9  | 17 | 28 | -11 |    |
| 10º | Espoli           | 18  | 18 | 4  | 6  | 8  | 31 | 32 | -1  |    |

 Pts=Puntos; PJ=Partidos jugados; G=Partidos ganados; E=Partidos empatados; P=Partidos perdidos; GF=Goles a favor; GC=Goles en contra; Dif=Diferencia de gol; PB=Puntos de Bonificación
|  | Clasificaron a la Liguilla Final. |
|  | Descendió a la Serie B.           |

## Segunda etapa

### Relevo semestral de clubes
| Pos | Ascendido a la Serie A                    |
| --- | ----------------------------------------- |
| 1.º | Deportivo Azogues (Campeón de la Serie B) |

| Pos  | Descendido a la Serie B                          |
| ---- | ------------------------------------------------ |
| 10.º | Espoli (Último puesto de la Tabla de Posiciones) |

### Datos de los clubes
Tomaron parte en las competición 10 equipos, entre ellos se destaca el debutante: el Club Deportivo Azogues.
| Equipo            | Ciudad           | Provincia     |
| ----------------- | ---------------- | ------------- |
| Aucas             | Quito            | Pichincha     |
| Barcelona         | Guayaquil        | Guayas        |
| Deportivo Azogues | Azogues / Cuenca | Cañar / Azuay |
| Deportivo Cuenca  | Cuenca           | Azuay         |
| Deportivo Quito   | Quito            | Pichincha     |
| El Nacional       | Quito            | Pichincha     |
| Emelec            | Guayaquil        | Guayas        |
| Liga de Quito     | Quito            | Pichincha     |
| Macará            | Ambato           | Tungurahua    |
| Olmedo            | Riobamba         | Chimborazo    |

### Partidos y resultados
| Fecha 1      | Fecha 1   | Fecha 1          |
| Equipo Local | Resultado | Equipo Visitante |
| ------------ | --------- | ---------------- |
| LDU(Q)       | 1-2       | Olmedo           |
| El Nacional  | 3-1       | Dep. Azogues     |
| Dep. Cuenca  | 3-0       | Aucas            |
| Emelec       | 4-1       | Dep. Quito       |
| Macará       | 0-3       | Barcelona        |

| Fecha 2      | Fecha 2   | Fecha 2          |
| Equipo Local | Resultado | Equipo Visitante |
| ------------ | --------- | ---------------- |
| Dep. Azogues | 2-0       | LDU(Q)           |
| Dep. Quito   | 2-1       | Dep. Cuenca      |
| Aucas        | 0-1       | Macará           |
| Olmedo       | 1-0       | Emelec           |
| Barcelona    | 0-2       | El Nacional      |

| Fecha 3      | Fecha 3   | Fecha 3          |
| Equipo Local | Resultado | Equipo Visitante |
| ------------ | --------- | ---------------- |
| LDU(Q)       | 1-0       | El Nacional      |
| Macará       | 2-4       | Olmedo           |
| Aucas        | 0-1       | Dep. Quito       |
| Dep. Cuenca  | 1-3       | Barcelona        |
| Emelec       | 2-2       | Dep. Azogues     |

| Fecha 4      | Fecha 4   | Fecha 4          |
| Equipo Local | Resultado | Equipo Visitante |
| ------------ | --------- | ---------------- |
| Olmedo       | 1-1       | Dep. Cuenca      |
| El Nacional  | 2-0       | Emelec           |
| Dep. Azogues | 1-4       | Macará           |
| Dep. Quito   | 5-1       | LDU(Q)           |
| Barcelona    | 3-1       | Aucas            |

| Fecha 5      | Fecha 5   | Fecha 5          |
| Equipo Local | Resultado | Equipo Visitante |
| ------------ | --------- | ---------------- |
| Dep. Cuenca  | 3-0       | D. Azogues       |
| Aucas        | 2-2       | Olmedo           |
| Macará       | 1-1       | El Nacional      |
| Dep. Quito   | 0-0       | Barcelona        |
| Emelec       | 3-0       | LDU(Q)           |

| Fecha 6      | Fecha 6   | Fecha 6          |
| Equipo Local | Resultado | Equipo Visitante |
| ------------ | --------- | ---------------- |
| El Nacional  | 0-0       | Dep. Cuenca      |
| Dep. Azogues | 3-2       | Aucas            |
| LDU(Q)       | 1-3       | Macará           |
| Olmedo       | 1-1       | Dep. Quito       |
| Emelec       | 1-1       | Barcelona        |

| Fecha 7      | Fecha 7   | Fecha 7          |
| Equipo Local | Resultado | Equipo Visitante |
| ------------ | --------- | ---------------- |
| Dep. Quito   | 3-1       | Dep. Azogues     |
| Dep. Cuenca  | 1-1       | LDU(Q)           |
| Macará       | 0-0       | Emelec           |
| Aucas        | 3-3       | El Nacional      |
| Barcelona    | 2-0       | Olmedo           |

| Fecha 8      | Fecha 8   | Fecha 8          |
| Equipo Local | Resultado | Equipo Visitante |
| ------------ | --------- | ---------------- |
| LDU(Q)       | 4-3       | Aucas            |
| Macará       | 1-2       | Dep. Quito       |
| Dep. Azogues | 0-1       | Barcelona        |
| El Nacional  | 2-1       | Olmedo           |
| Emelec       | 0-0       | Dep. Cuenca      |

| Fecha 9      | Fecha 9   | Fecha 9          |
| Equipo Local | Resultado | Equipo Visitante |
| ------------ | --------- | ---------------- |
| Dep. Cuenca  | 1-1       | Macará           |
| Olmedo       | 0-0       | Dep. Azogues     |
| Dep. Quito   | 0-3       | El Nacional      |
| Aucas        | 0-1       | Emelec           |
| Barcelona    | 3-0       | LDU(Q)           |

| Fecha 10     | Fecha 10  | Fecha 10         |
| Equipo Local | Resultado | Equipo Visitante |
| ------------ | --------- | ---------------- |
| Macará       | 0-0       | Dep. Cuenca      |
| Dep. Azogues | 0-2       | Olmedo           |
| El Nacional  | 0-0       | Dep. Quito       |
| LDU(Q)       | 1-1       | Barcelona        |
| Emelec       | 3-2       | Aucas            |

| Fecha 11     | Fecha 11  | Fecha 11         |
| Equipo Local | Resultado | Equipo Visitante |
| ------------ | --------- | ---------------- |
| Olmedo       | 1-0       | El Nacional      |
| Dep. Cuenca  | 0-0       | Emelec           |
| Dep. Quito   | 3-1       | Macará           |
| Aucas        | 2-1       | LDU(Q)           |
| Barcelona    | 1-2       | Dep. Azogues     |

| Fecha 12     | Fecha 12  | Fecha 12         |
| Equipo Local | Resultado | Equipo Visitante |
| ------------ | --------- | ---------------- |
| Dep. Azogues | 2-0       | Dep. Quito       |
| LDU(Q)       | 1-0       | Dep. Cuenca      |
| Olmedo       | 1-1       | Barcelona        |
| El Nacional  | 2-2       | Aucas            |
| Emelec       | 1-0       | Macará           |

| Fecha 13     | Fecha 13  | Fecha 13         |
| Equipo Local | Resultado | Equipo Visitante |
| ------------ | --------- | ---------------- |
| Dep. Cuenca  | 0-1       | El Nacional      |
| Aucas        | 2-0       | Dep. Azogues     |
| Dep. Quito   | 0-0       | Olmedo           |
| Macará       | 1-3       | LDU(Q)           |
| Barcelona    | 1-2       | Emelec           |

| Fecha 14     | Fecha 14  | Fecha 14         |
| Equipo Local | Resultado | Equipo Visitante |
| ------------ | --------- | ---------------- |
| Olmedo       | 1-0       | Aucas            |
| Dep. Azogues | 1-1       | Dep. Cuenca      |
| El Nacional  | 4-2       | Macará           |
| LDU(Q)       | 3-3       | Emelec           |
| Barcelona    | 2-0       | Dep. Quito       |

| Fecha 15     | Fecha 15  | Fecha 15         |
| Equipo Local | Resultado | Equipo Visitante |
| ------------ | --------- | ---------------- |
| LDU(Q)       | 2-1       | Dep. Quito       |
| Dep. Cuenca  | 2-1       | Olmedo           |
| Aucas        | 1-0       | Barcelona        |
| Macará       | 1-0       | Dep. Azogues     |
| Emelec       | 2-2       | El Nacional      |

| Fecha 16     | Fecha 16  | Fecha 16         |
| Equipo Local | Resultado | Equipo Visitante |
| ------------ | --------- | ---------------- |
| Dep. Quito   | 1-2       | Aucas            |
| El Nacional  | 0-1       | LDU(Q)           |
| Barcelona    | 1-0       | Dep. Cuenca      |
| Olmedo       | 2-2       | Macará           |
| Dep. Azogues | 0-3       | Emelec           |

| Fecha 17     | Fecha 17  | Fecha 17         |
| Equipo Local | Resultado | Equipo Visitante |
| ------------ | --------- | ---------------- |
| El Nacional  | 6-1       | Barcelona        |
| LDU(Q)       | 0-1       | Dep. Azogues     |
| Dep. Cuenca  | 2-0       | Dep. Quito       |
| Macará       | 6-0       | Aucas            |
| Emelec       | 2-3       | Olmedo           |

| Fecha 18     | Fecha 18  | Fecha 18         |
| Equipo Local | Resultado | Equipo Visitante |
| ------------ | --------- | ---------------- |
| Olmedo       | 1-0       | LDU(Q)           |
| Dep. Quito   | 1-2       | Emelec           |
| Dep. Azogues | 0-0       | El Nacional      |
| Aucas        | 1-0       | D. Cuenca        |
| Barcelona    | 3-2       | Macará           |

### Tabla de posiciones
- Tabla de posiciones hasta el 22 de octubre de 2006.

| Pos | Equipo            | Pts | PJ | PG | PE | PP | GF | GC | Dif | PB |
| --- | ----------------- | --- | -- | -- | -- | -- | -- | -- | --- | -- |
| 1º  | El Nacional       | 31  | 18 | 8  | 7  | 3  | 31 | 16 | +15 | 3  |
| 2º  | Emelec            | 31  | 18 | 8  | 7  | 3  | 29 | 19 | +10 | 2  |
| 3º  | Barcelona         | 31  | 18 | 9  | 4  | 5  | 27 | 20 | +7  | 1  |
| 4º  | Olmedo            | 31  | 18 | 8  | 7  | 3  | 24 | 18 | +6  |    |
| 5º  | Deportivo Quito   | 22  | 18 | 6  | 4  | 8  | 21 | 25 | -4  |    |
| 6º  | Liga de Quito     | 21  | 18 | 6  | 3  | 9  | 21 | 32 | -11 |    |
| 7º  | Deportivo Cuenca  | 20  | 18 | 4  | 8  | 6  | 16 | 14 | +2  |    |
| 8º  | Macará            | 20  | 18 | 5  | 5  | 8  | 28 | 29 | -1  |    |
| 9º  | Deportivo Azogues | 19  | 18 | 5  | 4  | 9  | 16 | 28 | -12 |    |
| 10º | Aucas             | 18  | 18 | 5  | 3  | 10 | 23 | 35 | -12 |    |

 Pts=Puntos; PJ=Partidos jugados; G=Partidos ganados; E=Partidos empatados; P=Partidos perdidos; GF=Goles a favor; GC=Goles en contra; Dif=Diferencia de gol; PB=Puntos de Bonificación
|  | Clasificaron a la Liguilla Final. |
|  | Descendió a la Serie B.           |

## Tabla Acumulada
| Pos | Equipo            | Pts | PJ | PG | PE | PP | GF | GC | Dif |
| --- | ----------------- | --- | -- | -- | -- | -- | -- | -- | --- |
| 1º  | El Nacional       | 62  | 36 | 17 | 11 | 8  | 66 | 42 | +24 |
| 2º  | Olmedo            | 60  | 36 | 17 | 9  | 10 | 43 | 39 | +4  |
| 3º  | Emelec            | 59  | 36 | 16 | 11 | 9  | 59 | 40 | +19 |
| 4º  | Liga de Quito     | 57  | 36 | 17 | 6  | 13 | 58 | 56 | +2  |
| 5º  | Barcelona         | 55  | 36 | 17 | 4  | 15 | 53 | 44 | +9  |
| 6º  | Deportivo Quito   | 47  | 36 | 13 | 8  | 15 | 43 | 48 | -5  |
| 7º  | Deportivo Cuenca  | 41  | 36 | 11 | 8  | 17 | 34 | 40 | -6  |
| 8º  | Macará            | 41  | 36 | 11 | 8  | 17 | 45 | 57 | -12 |
| 9º  | Aucas             | 40  | 36 | 11 | 7  | 18 | 48 | 70 | -22 |
| 10º | Deportivo Azogues | 19  | 18 | 5  | 4  | 9  | 16 | 28 | -12 |
| 11º | Espoli            | 18  | 18 | 4  | 6  | 8  | 31 | 32 | -1  |

 Pts=Puntos; PJ=Partidos jugados; G=Partidos ganados; E=Partidos empatados; P=Partidos perdidos; GF=Goles a favor; GC=Goles en contra; Dif=Diferencia de gol

## Liguilla Final

### Partidos y resultados
| Fecha 1      | Fecha 1   | Fecha 1          |
| Equipo Local | Resultado | Equipo Visitante |
| ------------ | --------- | ---------------- |
| D.Quito      | 2-2       | Emelec           |
| El Nacional  | 1-1       | Olmedo           |
| Barcelona    | 1-0       | LDU(Q)           |

| Fecha 2      | Fecha 2   | Fecha 2          |
| Equipo Local | Resultado | Equipo Visitante |
| ------------ | --------- | ---------------- |
| Olmedo       | 2-2       | Barcelona        |
| LDU(Q)       | 4-1       | D.Quito          |
| Emelec       | 3-2       | El Nacional      |

| Fecha 3      | Fecha 3   | Fecha 3          |
| Equipo Local | Resultado | Equipo Visitante |
| ------------ | --------- | ---------------- |
| LDU(Q)       | 1-1       | Olmedo           |
| D.Quito      | 1-5       | El Nacional      |
| Barcelona    | 2-1       | Emelec           |

| Fecha 4      | Fecha 4   | Fecha 4          |
| Equipo Local | Resultado | Equipo Visitante |
| ------------ | --------- | ---------------- |
| El Nacional  | 0-3       | LDU(Q)           |
| Olmedo       | 3-0       | Emelec           |
| Barcelona    | 1-0       | D.Quito          |

| Fecha 5      | Fecha 5   | Fecha 5          |
| Equipo Local | Resultado | Equipo Visitante |
| ------------ | --------- | ---------------- |
| D.Quito      | 2-0       | Olmedo           |
| El Nacional  | 4-0       | Barcelona        |
| Emelec       | 2-1       | LDU(Q)           |

| Fecha 6      | Fecha 6   | Fecha 6          |
| Equipo Local | Resultado | Equipo Visitante |
| ------------ | --------- | ---------------- |
| Olmedo       | 2-0       | D.Quito          |
| Barcelona    | 0-0       | El Nacional      |
| LDU(Q)       | 3-2       | Emelec           |

| Fecha 7      | Fecha 7   | Fecha 7          |
| Equipo Local | Resultado | Equipo Visitante |
| ------------ | --------- | ---------------- |
| D.Quito      | 3-0       | Barcelona        |
| LDU(Q)       | 0-0       | El Nacional      |
| Emelec       | 3-1       | Olmedo           |

| Fecha 8      | Fecha 8   | Fecha 8          |
| Equipo Local | Resultado | Equipo Visitante |
| ------------ | --------- | ---------------- |
| El Nacional  | 2-1       | D.Quito          |
| Olmedo       | 1-1       | LDU(Q)           |
| Emelec       | 1-1       | Barcelona        |

| Fecha 9      | Fecha 9   | Fecha 9          |
| Equipo Local | Resultado | Equipo Visitante |
| ------------ | --------- | ---------------- |
| D.Quito      | 4-3       | LDU(Q)           |
| El Nacional  | 2-2       | Emelec           |
| Barcelona    | 2-3       | Olmedo           |

| Fecha 10     | Fecha 10  | Fecha 10         |
| Equipo Local | Resultado | Equipo Visitante |
| ------------ | --------- | ---------------- |
| LDU(Q)       | 1-1       | Barcelona        |
| Olmedo       | 0-0       | El Nacional (C)  |
| Emelec       | 4-0       | D.Quito          |

### Tabla de posiciones
- Tabla de posiciones hasta el 17 de diciembre de 2006.

| Pos | Equipo          | Pts | PJ | PG | PE | PP | GF | GC | Dif | PB |
| --- | --------------- | --- | -- | -- | -- | -- | -- | -- | --- | -- |
| 1.º | El Nacional     | 19  | 10 | 3  | 5  | 2  | 16 | 11 | +5  | 5  |
| 2.º | Emelec          | 17  | 10 | 4  | 3  | 3  | 20 | 17 | +3  | 2  |
| 3.º | Liga de Quito   | 16  | 10 | 3  | 4  | 3  | 17 | 13 | +4  | 3  |
| 4.º | Olmedo          | 15  | 10 | 3  | 5  | 2  | 14 | 12 | +2  | 1  |
| 5.º | Barcelona       | 14  | 10 | 3  | 4  | 3  | 10 | 15 | -5  | 1  |
| 6.º | Deportivo Quito | 10  | 10 | 3  | 1  | 6  | 14 | 23 | -9  | 0  |

 Pts=Puntos; PJ=Partidos jugados; G=Partidos ganados; E=Partidos empatados; P=Partidos perdidos; GF=Goles a favor; GC=Goles en contra; Dif=Diferencia de gol; PB=Puntos de Bonificación
|  | Campeón, clasificó a la Copa Libertadores 2007.           |
|  | Subcampeón, clasificó a la Copa Libertadores 2007.        |
|  | Clasificó a la Primera Fase de la Copa Libertadores 2007. |

|                                  |
|                                  |
| Campeón El Nacional 13.er título |

## Goleadores
| Jugador              | Equipo        | Goles |
| -------------------- | ------------- | ----- |
| Luis Miguel Escalada | Emelec        | 29    |
| Hernán Barcos        | Olmedo        | 18    |
| Ebelio Ordóñez       | El Nacional   | 17    |
| Derlis Florentín     | Barcelona     | 17    |
| Wilson Segura        | Aucas         | 17    |
| Christian Benítez    | El Nacional   | 16    |
| Danny Vera           | El Nacional   | 13    |
| Cristian Botero      | Macará        | 13    |
| Roberto Palacios     | Liga de Quito | 12    |